# Estakhr-e Bijar
Estakhr-e Bijar (em persa: استخربيجار, também romanizada como Estakhr-e Bījār) é uma aldeia do distrito rural de Kurka, situada no distrito central de Astaneh-ye Ashrafiyeh, na província de Gilan, no Irã. No censo de 2006, sua população era de 839, em 252 famílias.